# Ърнест Джоунс
Алфред Ърнест Джоунс (на английски: Alfred Ernest Jones) е уелски невролог, психоаналитик и официален биограф на Зигмунд Фройд.
Като първия английскоговорещ практикуващ психоанализа и като президент на Британското психоаналитично общество и на Международната психоаналитична асоциация през 1920-те и 1930-те години Джоунс упражнява ненадминато влияние върху установяването на организациите си, институциите и публикациите на англоговорещия свят.